# La Clé (Labiche)
Pour les articles homonymes, voir La Clé.
La Clé est une comédie en quatre actes d'Eugène Labiche, en collaboration avec Alfred Duru, créée au théâtre du Palais-Royal à Paris le 5 janvier 1877.
Elle a paru aux éditions Dentu.
À la suite de l'échec de cette pièce, Labiche renoncera à 40 ans d'écriture théâtrale (de 1837 à 1877). Il se tiendra à cette décision, et cette pièce est donc sa dernière.

## Distribution de la création
| Rôle                                 | Acteur         |
| ------------------------------------ | -------------- |
| Rinçonnet                            | Lhéritier      |
| Cornador, banquier                   | Gil-Pérès      |
| Le prince Poupoulos                  | Hyacinthe      |
| Agénor, neveu de Rinçonnet           | Charles Numa   |
| Le baron                             | Jules Montbars |
| Un gardien du Jardin d'acclimatation | Bourgeotte     |
| Un agent                             | Ferdinand      |
| Agathe Rinçonnet                     | Mme Magnier    |
| La baronne                           | Mme Lorentz    |
| Christiana                           | Mme Faivre     |
| Clapotte, bonne de Rinçonnet         | Mme Raymonde   |